# 熱海花の博覧会
熱海花の博覧会（あたみはなのはくらんかい）は、2004年（平成16年）に静岡県熱海市で開催された園芸博覧会である。パシフィックフローラ2004・しずおか国際園芸博覧会（浜名湖花博）の熱海サテライト会場として位置づけられた。

## 概要

### 博覧会開催決定までの流れ
熱海を花一杯にしたい、博覧会を開催したいとの声が元で、2000年3月に『熱海市花いっぱい運動基本計画』を策定した。その中で『ガーデンシティー熱海』構想を立ち上げ、今までの団体客中心の観光客層を、女性や家族連れを増やして熱海の観光活性化を目論んだ。2001年11月に熱海市ガーデンシティー推進懇話会の設立、そして2002年3月26日にパシフィックフローラ2004熱海サテライト会場事業推進実行委員会設立へと発展していった。

### 博覧会開催準備
実行委員会のメンバーには熱海市各界の民間人や行政担当者の合計45名が居たものの、実際には熱海市のみどり農水課（花博推進室）が主導して計画を作成したため、後に大きな誤算を生む原因となった。当時の委員会の空気としては、行政に任せれば成功するという思考に陥っており、本来あるべき委員会の姿とはほぼ遠い状況であった。
また総合プロデューサーの人選は、委員の一人が推薦した人に、依頼を行なって当人が引き受けたが、与えられた権限が計画の指導や助言に留まってしまい、本来あるべき計画の統制や指揮・管理が出来ない状況であった。そのことが原因で、司令系統の統制が取れず、議員や委員にすべての責任者と誤解されるなどに繋がった。実際に当人は後に「自分はプロデューサーであってプロモーターではなかった」
と述べている。

### 博覧会実施
その後も当初事業費8億円を事業縮小に伴い1億円削減する変更をしたものの 、少ない予算でも広報活動するべく市長を始め議員や市民を巻き込んで、首都圏の知事や首長さらには駅構内での広報にあたり、1,428名もの人々が携わった。報道機関は地方紙や全国紙、テレビ、ラジオと幅広く展開。会場設営も業者だけではなく、ボランティアも募り博覧会が開催された。

### 巨額赤字と訴訟
計画では合計42万人入場し、有料会場では35万人で前売り券28万枚を見込んでいたが、実際には、会場に合計でも230,152人しか入場しておらず、その結果約4億円を損失を計上し税金で賄った。
ただ当時の実施委員会では、宿泊人数や熱海駅の乗降客数が8年ぶりに増え、バスやタクシーも多くの人々が使い、観光施設や飲食店も活性化して、更には博覧会を契機に花を植える市民も増えていることから効果があったと結論付けた。当時の川口市雄市長や、衆議院議員の二階俊博も効果があったとしている。
しかしながら市民の間では全く効果がないという認識でいる人々も居り、その後住民訴訟となった。結果は一審二審で熱海市が勝訴したものの、その間に市長が齊藤栄へと変わり、2008年1月8日熱海花の博覧会検証委員会を設置し失敗の原因を探った。
その原因として以下が挙げられた。
- 準備期間が短すぎた。
- 実質的に行政主導で、総合プロデューサーに十分な権限を持たせなかった。
- 根拠に乏しい数字目標と予算編成。
- 観光客が少ない時期での開催。
- 市民の博覧会に対する認識や熱意の低さ。

結果的に赤字になったことで熱海市の財政に大きなダメージを与える結果となり、後に齊藤栄市長が「市財政危機宣言」を発表する事になってしまった。

## コンセプトと基本方針
- コンセプト
百花繚乱　～野の花・海の花・空の花・伝統の花・心の花～

- 基本方針
園芸による継続的なシティアイデンティティづくり
市民参加によるコラボレーション
女性を主役にした観光客誘致の仕掛け
伝統の観光資源との融合・再整備

## 会場
《フェスティバルガーデン》
- だいだい城……熱海特産の橙（だいだい）をモチーフにした、中世ヨーロッパ風の城。
- ふれあいパビリオン……熱海市在住の画家、中島潔氏のイラストの展示やグッズ販売。ダイアナ元妃の「プリンセスオブウェールズ展」も開催。
- 出店……有名品と価値あるインポートグッズ（欧米各種輸入品）、本場さぬき（各種軽食）、公式記念売店（博覧会記念グッズ）、しゃしん屋（記念メダル・フィルム）、ペルシアじゅうたん専門店（ペルシア雑貨）、アクセサリーバックブランド品（バック・時計）、おみやげ処（海産物・手焼煎餅）、代々だいだい屋（だいだいシャーベット）、焼きポン京丹波（焼きポン栗）

《ワールドポットガーデン・国際交流広場》
- 英国、中国、韓国、イタリア、7つの熱海市町内会、21の市町村等による出展花壇。
- 世界18カ国からのフラワーポットを集めて展示。

《テーマガーデン・恋人たちの庭》
- 「アフロディーテの泉」「キューピッドの神殿」や、黄道十二宮の星座の庭など。
- 出店……トルコ料理ボンジュック（ドネルケバブ）　ソフトクリーム（各種軽食）　花博食の市場（花弁当）　中国一級点心職人の技（中国料理）

イベントステージ「あたみ花華プラザ」
- 「熱海芸妓による華の舞」（5月1日～5日）
- コリアプラザ……韓国雑貨

フードコート
- 出店……アリババ（ペルシア料理）、中華点心（中国料理）、あおい工房（アイスクリーム）、ちゅ～ぼう（焼きそば・ラーメン）、インドカレー（カレー専門店）、ベトナムキッチン33（ベトナム料理）、珍三カルビ（朝鮮料理）、創作屋台ビカヴォ（創作料理）、はな占い（占いブース）

パレードストリート
- だいだいパレード……ギリシャ神話を代表するアンドロメダとペルセウスの物語をベースにパレードストーリーを構成。
- 出店……トルコバザール（トルコ雑貨・ハーブ）、シルキーフラワー（造花販売）、花と緑のいこいの広場（マッサージ＋プランター）、Rose Garden（花の香水）、ワインショップ（ワイン）、Green English School（オーストラリアガーデン雑貨）、熱海花の会のお花屋さん（生花販売）、フラワーショップアート園芸村（生花販売）、ブルーシャイン（フラワーアクセサリー）、アランセラガーデン（シルキーフラワー）、インド民芸品の店（置物・手工芸品）、ロマンロード（園芸販売）、手作り家具の店ヒロナガ（家具）、ヤマトウェルネス（マッサージ+庭石）、ヒマラヤハウス（リーフ・花器等）、お花グッズのあおい工房（園芸置物）、花博1丁目1番地（アートタイル・園芸書籍）

海上イベント
- ATAMIマリンショー（4月29日 - 5月5日）……水上スキー隊による華麗な演技を披露する。